# Provincia de Sihanoukville
La Provincia de Sihanoukville, perteneciente a Camboya, también conocida como Provincia de Kompung Sao o Kompung Som (se puede pronunciar de ambas maneras). La provincia hace honor a Su Alteza Norodom Sihanouk, el padre del actual rey Norodom Sihamoní. Sihanoukville es además el primer puerto de Camboya y sus límites son: 
- Norte: provincia de Koh Kong
- Este: provincia de Kompot
- Sur: golfo de Tailandia
- Oeste: golfo de Tailandia, y provincia de Koh Kong.

## Historia
Entre 1955 y 1960 la nación, independizada recientemente del dominio francés, emprende la construcción de su primer puerto internacional en aguas del golfo de Tailandia. La ciudad creció rápidamente, solo detenida durante el régimen de los Jemeres rojos entre 1975 y 1979, pero hoy uno de los principales centros poblados del país.

## Geografía

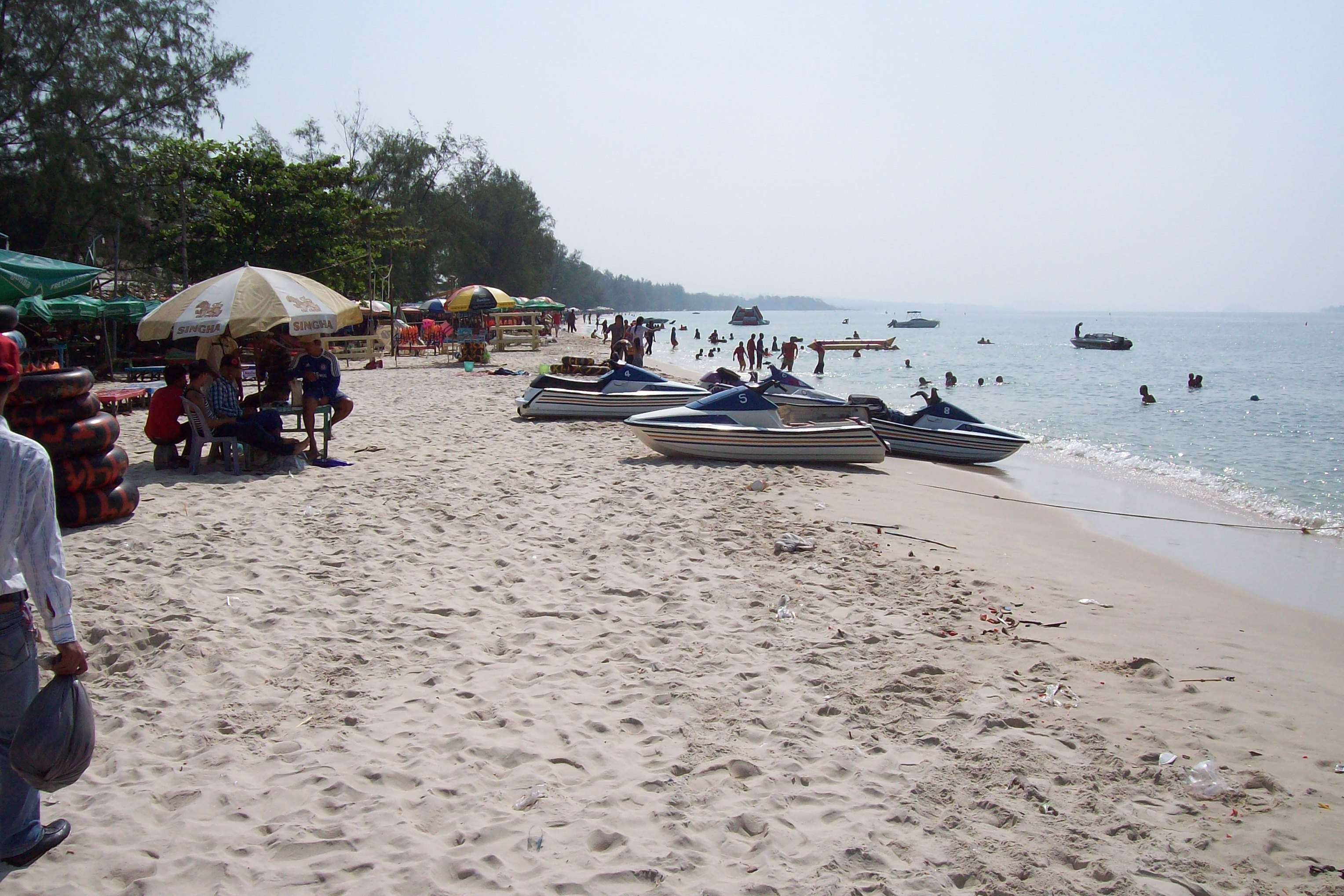
Playa de Ochheuteal, la más popular de Sihanoukville, cercana al centro de la ciudad.

La provincia está ubicada en el brazo oriental de la bahía de Kompung Sao (el brazo occidental corresponde a la provincia de Koh Kong. La bahía se cierra con un pequeño archipiélago constituido por las islas Rung, Sanloem y Koun ("pequeña"). En el pequeño territorio de la ciudad se encuentra el parque nacional natural Ream. Al oriente se encuentran las islas Thmei ("Nueva") y Seh ("Caballo"). Numerosos islotes están presentes a lo largo y ancho de la Bahía. Una cadena de montaña separa a la ciudad del área continental, los Montes Bouk Koh.

## División política
La provincia se divide en cuatro distritos:
- 1801 Krong Preah Sihanouk
- 1802 Prey Nob (ព្រៃនប់)
- 1803 Stueng Hav (ស្ទឹងហាវ)
- 1804 Kampong Seila (កំពង់សីលា)